# Руайа (река)
Руайа (фр. Roya, окс. Ròia, итал. Roia) — река во Франции и Италии, впадает в Лигурийское море в городе Вентимилья. Протекает по территории французского департамента Приморские Альпы и итальянской провинции Империя. Длина реки — 60 км, площадь бассейна — 660 км², средний расход в устье — 15 м³/с. Крупнейший приток — Бевера (правый).
Река начинается в горном массиве Приморские Альпы на перевале Коль-де-Тенд. В верхнем и среднем течении скорость течения высокая, характер — бурный. Всего река падает на 1871 метр за 60 км, средний уклон 31,2 м/км. Генеральное направление течения — юг. Образует глубокую долину, французская часть которой входит в состав национального парка Меркантур.
На французской территории на реке стоят города Тенд и Брей-сюр-Руайа, а также деревни Саорж и Фонтен. После пересечения границы река протекает посёлок Айроле и впадает в Лигурийское море в городе Вентимилья. Вдоль всего течения реки от перевала Коль-де-Тенд до Вентимильи идёт швейцарско-французско-итальянское шоссе Кунео — Тенд — Вентимилья.
Река популярна среди любителей рафтинга. В реке обитает значительная популяция кумжи.